# Jean Gutweniger
Jean Gutweniger   (13 de novembre de 1892 - 11 de juliol de 1979) va ser un gimnasta artístic suís que va competir durant la dècada de 1920.
El 1924 va prendre part en els Jocs Olímpics de París, on disputà les nou proves del programa de gimnàstica. Guanyà la medalla de plata en les competicions de la barra fixa i el cavall amb arcs i la de bronze en la del concurs complet per equips. També destaca la vuitena posició en la de barres paral·leles, mentre en les altres cinc proves aconseguí uns resultats més discrets.